# Aggersundbroen
Aggersundbroen (dänisch für „die Aggersundbrücke“) ist eine Bogen- und Klappbrücke im Norden Dänemarks, die über den Limfjord führt. Die Brücke liegt in der Vesthimmerlands Kommune und verbindet dort die Halbinsel Himmerland mit der nordjütischen Insel Vendsyssel-Thy. Mit ihrer Fertigstellung 1942 ersetzte sie die Fährverbindung zwischen dem Norden von Løgstør und Aggersund. Auf der zweispurigen Straßenbrücke verläuft die Fernstraße Primærrute 29, die von Hobro bis Hanstholm führt und die dort von ca. 6.900 Fahrzeugen täglich befahren wird (Stand 2011).
Zwischen den beiden Brückenbögen befinden sich zwei Klappen, die vom Brückenpersonal für den Schiffsverkehr geöffnet werden können. Den Schiffen, von denen die meisten von und nach Aalborg fahren, steht dabei eine Durchfahrtsbreite von 30 Metern zur Verfügung.

## Geschichte
Die Initiative zur Planung einer Brücke über den Aggersund hatten Løgstører Bürger in den 1920er Jahren ergriffen. Ein Ausschuss erarbeitete Vorschläge für eine feste Querung. Uneinigkeit über die Streckenführung und fehlende Finanzmittel verhinderten jedoch die weitere Planung. Erst nach einem Besuch des Ministers für öffentliche Arbeiten, Niels Peder Fisker, im Jahr 1936 schritt der Planungsprozess wieder voran. Nachdem der Entwurf für die heutige Brücke 1938 genehmigt wurde, begannen ein Jahr später die Bauarbeiten.
Die verkehrsmäßig betroffenen Ämter Aalborg, Hjørring und Thisted trugen zur Finanzierung bei, woran eine Inschrift auf zwei Querbalken unter den Brückenbögen erinnert. Bei der Einweihung der Brücke am 18. Juni 1942 waren bewaffnete Soldaten der deutschen Besatzungsmacht anwesend. Die Besatzer errichteten auf der südlichen Seite Bunker, um von dort die Brücke und den Verkehr militärisch abzusichern. Einige dieser Bunker blieben bis heute erhalten.